# Тушетски хребет
Тушѐтският хребет (на грузински: თუშეთის ქედი, на руски: Тушѐтский хребет) е мощен планински хребет, част от Страничния хребет на планината Голям Кавказ, разположен в западната част на Република Дагестан и южната част на Република Чечения в Русия и северната част на Грузия (Кахетия).
Простира се като леко изпъкнала на юг дъга от запад на изток и североизток на протежение от около 80 km между горните течения на реките Аргун (десен приток на Сунжа, десен приток на Терек) на запад и север и Андийско Койсу (лява съставяща на Сулак) на юг и югоизток. Южно и успоредно на него е разположен по-ниския Вододелен хребет на Голям Кавказ. Максимална височина връх Тебулосмта 4492 m (42°34′27″ с. ш. 45°18′55″ и. д. / 42.574167° с. ш. 45.315278° и. д.), разположен в западната му част, на руско-грузинската граница. Други по-високи върхове са: Диклосмта 4285 m, Комито 4261 m, Заинкорт 3308 m и др. Изграден е от глинести шисти и пясъчници с долноюрска възраст. От най-високите му върхове надолу се спускат ледници. От него водят началото си къси и бурни реки десни притоци на Аргун и леви притоци на Андийско Койсу. Склоновете му са покрити с алпийски и субалпийски пасища.

## Топографски карти
- Топографска карта К-38-ХVІ м 1:200000[2]